# Шеффер, Жак
Жа́клин «Жак» Ше́ффер (англ. Jacqueline «Jac» Schaeffer; род. 26 октября 1978, Нью-Джерси, США) — американский кинорежиссёр, наиболее известный своим дебютом в полнометражном фильме «Timer» (2009) и созданием телевизионного мини-сериала Disney+ «Ванда/Вижн» (2021), действие которого происходит в медиафраншизе «Кинематографическая вселенная Marvel», а также является соавтором фильма «Чёрная Вдова» (2021), действия которого происходят в той же медиафраншизе.

## Жизнь и карьера
Шеффер выросла в Агура-Хиллз, Калифорния, и в подростковом возрасте вдохновлялась режиссёрами Квентином Тарантино, Робертом Родригесом, Эллисон Андерс и Лизой Холоденко. Является еврейкой по отцовской линии и имеет двоих детей. Шеффер окончила Принстонский университет со степенью бакалавра английского языка в 2000 году, защитив 81-страничную дипломную работу под названием «Splinter in the Mind: The Dilemma of the Political Dystopian Protagonist and the Cyberpunk Hero» под руководством Марии ДиБаттиста. Затем она получила степень магистра изящных искусств в области кинопроизводства в Школе кино Университета Южной Калифорнии. Она писала для театральной труппы Princeton Triangle Club, где она узнала много нового о сюжете и актёрском мастерстве, несмотря на то, что сама никогда не была выдающимся актёром, играя версии самой себя.
Она написала сценарий, продюсировала и сняла свой первый полнометражный фильм — научно-фантастическую романтическую комедию «Timer» с Эммой Колфилд в главной роли. Премьера фильма состоялась на кинофестивале «Трайбека» 2009 года, а год спустя он был выпущен ограниченным тиражом в США.
Шеффер написала сценарий фильма Отпетые мошенницы, являющегося ремейком фильма «Отпетые мошенники» (1988) с Энн Хэтэуэй и Ребел Уилсон в главных ролях, который был выпущен в мае 2019 года. Шеффер также вместе с Хэтэуэй разрабатывает свой занесённый в черный список сценарий фильма «Душ».
Шеффер вместе с Женевой Робертсон-Дворет, Анной Боден и Райаном Флеком написала сценарий к фильму «Капитан Марвел» (2019) компании Marvel Studios, вышедшему 8 марта 2019 года.
Шеффер также написала сценарий к фильму «Черная вдова» (2021) от той же компании со Скарлетт Йоханссон в главной роли, пока её не заменил Нед Бенсон, которого, в свою очередь, заменил Эрик Пирсон. Она также была нанята Marvel для написания первого и последнего эпизодов и в качестве главного сценариста мини-сериала Disney+ Ванда/Вижн в январе 2019 года. Совсем недавно она подписала общий контракт с Disney Television Studios, и один из этих сериалов планируется спин-офф сериала «Ванда/Вижн» (2021) под названием «Агата: Дом Харкнесс», в центре которого будет главная антагонистка сериала «ВандаВижн» — Агата Харкнесс.

## Фильмография

### Фильмы
| Год  | Названия                    | Известна как | Известна как | Известна как | Комментарии                                                                   |
| Год  | Названия                    | Режиссёр     | Сценарист    | Продюсер     | Комментарии                                                                   |
| ---- | --------------------------- | ------------ | ------------ | ------------ | ----------------------------------------------------------------------------- |
| 2009 | Timer                       | Да           | Да           | Да           | режиссёрский дебют                                                            |
| 2017 | Олаф и холодное приключение | Нет          | Да           | Нет          | короткометражный фильм                                                        |
| 2019 | Капитан Марвел              | Нет          | Да           | Нет          | Неаккредитованный Соавторы: Женева Робертсон-Дворет, Анна Боден и Райан Флек. |
| 2019 | Отпетые мошенницы           | Нет          | Да           | Нет          | в соавторстве со Стэнли Шапиро & Полом Хеннингом и Дейлом Лаунером            |
| 2021 | Чёрная вдова                | Нет          | сюжет        | Нет          | соавтор сценария с Недом Бенсоном                                             |

### Телевидение
| Год  | Название              | Известна как | Известна как | Известна как | Известна как            | Комментарии                                                 |
| Год  | Название              | Режиссёр     | Шоураннер    | Сценарист    | Продюсер                | Комментарии                                                 |
| ---- | --------------------- | ------------ | ------------ | ------------ | ----------------------- | ----------------------------------------------------------- |
| 2021 | «Ванда/Вижн»          | Нет          | Да           | Да           | исполнительный директор | 2 эпизода: «Снято перед живой аудиторией» и «Финал сериала» |
| TBA  | «Агата: Дом Харкнесс» | TBA          | TBA          | TBA          | TBA                     | TBA                                                         |